# Matsutempel van Stanley

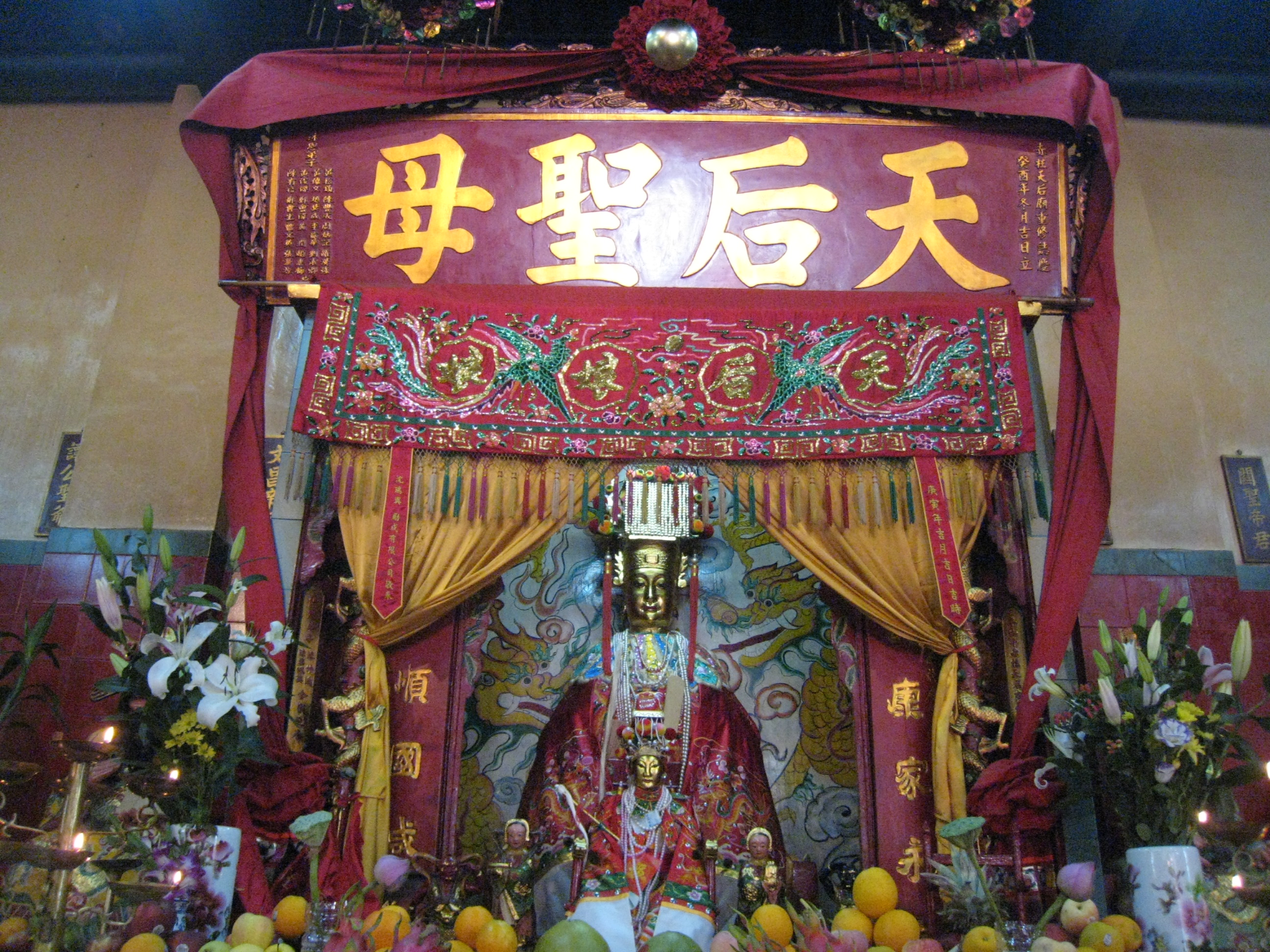
Altaar van Matsu

Matsutempel van Stanley is een daoïstische tempel die gewijd is aan de daoïstische god Matsu. Matsu is de godin van de zee in de Chinese mythologie. De tempel ligt aan de Stanley Main Street in Stanley, Zuid-Hongkongeiland. Ook ligt het vlak bij het dorp Ma Hang Tsuen. Het is een van de weinige daoïstische tempels van Hongkong waar men ook binnen het gebouw foto's mag maken.

## Geschiedenis
De tempel werd in 1767 gesticht. In het huidige tempelgebouw staat een bronzen klok die nog uit die tijd afstamt. In 1941 werd Hongkong bezet door de Japanners. Toen de Japanners bommen op dit gebied gooiden, vluchtten de dorpsbewoners naar de tempel. Eén bom viel naast de tempel en was niet afgegaan. De bewoners beschouwen dit als een spirituele beschermende kracht van Matsu. Een jaar later werd rond het gebied van Stanley een tijger ontdekt. Niet lang daarna werd de tijger gedood door een Brits-Indiase politieagent. De gestroopte vel hangt in een glazen wandkast aan de muur. Er woeide een grote tyfoon in 1962 in Hongkong. Deze verwoestte de tempel. Na de renovatie van de tempel heeft de Hongkongse overheid het gebouw nog nooit tot beschermde historisch erfgoed verheven.